# AEW Europe
AEW Europe est située à Paris. Tout comme sa société sœur AEW Capital Management L.P. basée à Boston, elle appartient à Natixis Investment Managers, la société de gestion d'actifs de la banque Natixis,,,,.